# Абдоминальная мигрень
Абдомина́льная мигре́нь — идиопатическое расстройство в виде повторяющихся приступов умеренной или средне-тяжёлой боли в животе, связанных с вазомоторными симптомами, тошнотой и рвотой, длящихся от 2 до 72 часов и полностью исчезающих между эпизодами. Головная боль во время этих эпизодов не возникает. Наблюдается, главным образом, у детей, однако встречается и у взрослых.

## Особенности[1]
1. Абдоминальная мигрень достаточно сильна, чтобы нарушить нормальную повседневную деятельность.
2. У маленьких детей наличие головной боли часто упускается из виду. 
3. Необходимо тщательно собрать анамнез наличия или отсутствия головной боли, а при выявлении головной боли или головной боли во время приступов следует рассмотреть диагноз "Мигрень без ауры".
4. Детям может быть трудно отличить анорексию от тошноты. 
5. Бледность часто сопровождается темными тенями под глазами. 
6. У некоторых пациентов приливы крови являются преобладающим вазомоторным феноменом.
7. У большинства детей с абдоминальной мигренью мигрень развивается позже.

## Диагностические критерии
Диагностические критерии по МКГБ-III (β) 2018 года:
| А. | По крайней мере 5 приступов боли в животе, отвечающих критериям B-D.            | |
| В. | Боль имеет по крайней мере две из следующих трех характеристик:                 | 1. локализация по срединной линии, в околопупочной области или плохо локализованная; 2. тупая или "просто болезненно"; 3. умеренная или сильная интенсивность.                                           |
| С. | По крайней мере два из следующих четырех сопутствующих симптомов или признаков: | 1. анорексия; 2. тошнота; 3. рвота; 4. бледность. |
| D. | Приступы длятся 2-72 часа при отсутствии лечения или при безуспешном лечении.   | |
| Е. | Полное отсутствие симптомов между приступами.                                   | |
| F. | Не обусловлена другим расстройством.                                            | Примечание: В частности, анамнез и физикальное обследование не показывают признаков желудочно-кишечного или почечного заболевания, или такое заболевание было исключено соответствующими исследованиями. |